# 黑帽駭客 (2015年電影)
是一部2015年美國動作驚悚懸疑片，由此片的共同製作人麥可·曼恩執導，摩根·戴維斯·福爾編劇。克里斯·漢斯沃、湯唯、薇拉·戴維絲、赫特·麥卡藍及王力宏主演。此片於2015年1月8日在洛杉磯的中國戲院進行首映會。

## 劇情
美國聯邦調查局探員與中國武警部隊網路部門探員合力追捕一位看似毫無政治經濟動機的網路罪犯，而他的目的是癱瘓跨國銀行網路。當局在獲釋罪犯尼可拉斯·哈瑟威（克里斯·漢斯沃 飾）的協助下，穿越美國芝加哥、美國洛杉磯、香港和印尼雅加達追捕這名神秘人物。

## 演員
| 演員               | 角色                                 |
| 克里斯·漢斯沃      | 尼可拉斯·哈瑟威（Nicholas Hathaway） |
| 湯唯               | 陳蓮                                 |
| 薇拉·戴維絲        | 卡洛·芭瑞特                          |
| 曼尼·蒙坦拿        | Lozano                               |
| 威廉·麦鲍瑟        | Rich Donahue                         |
| 赫特·麥卡藍        | 馬克·傑瑟普                          |
| 約里克·范·瓦赫寧恩 | 「The Boss」                         |
| 高聖遠             | Shum                                 |
| 杰森·巴特勒·哈纳   | 法蘭克（Frank）                      |
| 約翰·奧提茲        | 亨利·波拉克（Henry Pollack）         |
| 王力宏             | 陳大偉（Chen Dawai）                 |
| 亞歷山大·馮·倫     | Newsanchor                           |
| 里奇·柯斯特        | 伊萊斯·卡薩（Kassar）                |
| 安志杰             | 莊艾力克斯（Alex Trang）             |

## 發行

### 評價
爛番茄基於115位評論家持有31％的新鮮度，平均得分4.7／10；Metacritic根據32條評論，得分49（滿分100）。整體差評居多，但從事安檢篩選工作的專員們卻很喜歡本片。

### 票房
《黑帽駭客》是一個票房炸彈，在首映當天僅獲得了170萬美元的票房。在全球市場上，丹麥、希臘、波蘭、台灣、土耳其和越南的票房表現皆不如預期。

## 外部連結
- 互联网电影数据库（IMDb）上《黑帽駭客》的资料（英文）
- 豆瓣电影上《黑帽駭客》的資料 （简体中文）
- Box Office Mojo上《黑帽駭客》的資料（英文）
- AllMovie上《黑帽駭客》的资料（英文）
- 爛番茄上《黑帽駭客》的資料（英文）
- Metacritic上《黑帽駭客》的資料（英文）